# Madhalli, Shirhatti
Madhalli là một làng thuộc tehsil Shirhatti, huyện Gadag, bang Karnataka, Ấn Độ.